# Chililabombwe
Chililabombwe é uma cidade e um distrito da Zâmbia, localizados na província Copperbelt.
A cidade fica a 30 km da cidade vizinha de Chingola e a cerca de 20 km do grande mercado fronteiriço de Kasumbalesa. Também produziu heróis nacionais como o falecido astro do futebol Eston Mulenga e muitos outros. É uma casa para o povo.

## Mineração
Chililabombwe tem 16 minas. A principal é a mina de cobre Konkola. A Mina de Cobre Konkola é uma das maiores produtoras de cobre da África, de propriedade da Vedanta Resources Limited. Antes dos esforços de privatização em 2000, a mina era de propriedade da ZCCM, um conglomerado de mineração de cobre da Zâmbia. O governo da Zâmbia detinha uma participação de 60,3% na ZCCM. A Mina de Cobre Lubambe, anteriormente conhecida como Konkola North, é uma mina operada pela empresa de private equity australiana EMR Capital Resources.

## Turismo
Chililabombwe é conhecida por sua hospitalidade e seus muitos mercados informais. A pequena cidade mineira também abriga várias pousadas, incluindo a primeira pousada da cidade, o Tabernacle Guest Lodge, inaugurado há uma década. Desde então, outros albergues como Skyways Guest Lodge e Dopchim Guest Lodge também se tornaram conhecidos na região de Copperbelt.

## Esporte
Chililabombwe é a casa do clube de futebol da Zâmbia, o Konkola Blades. A equipe joga suas partidas no Estádio Konkola em Chililabombwe, que tem capacidade para 25.000 lugares.
1. ↑  -stake- lubambe-mine/www.miningnewszambia.com